# Boucoiran-et-Nozières
Boucoiran-et-Nozières (okzitanisch: Bocoiran e Nosièira) ist eine französische Gemeinde mit 995 Einwohnern (Stand: 1. Januar 2022) im Département Gard in der Region Okzitanien. Sie gehört zum Arrondissement Alès.

## Geografie

### Geografische Lage
Boucoiran-et-Nozières liegt etwa 16 Kilometer südöstlich von Alès. Der Gardon (als Gardon d'Anduze) begrenzt die Gemeinde im Norden und Osten, sein Zufluss Auriol durchquert das Gemeindegebiet. Die Nachbargemeinden von Boucoiran-et-Nozières sind Ners im Norden und Nordwesten, Cruviers-Lascours im Norden und Nordosten, Brignon im Osten, Sauzet im Süden und Südosten, Domessargues im Süden und Südwesten sowie Saint-Bénézet und Maruéjols-lès-Gardon im Westen.

### Bevölkerung
| Jahr                       | 1962 | 1968 | 1975 | 1982 | 1990 | 1999 | 2006 | 2017 |
| -------------------------- | ---- | ---- | ---- | ---- | ---- | ---- | ---- | ---- |
| Einwohner                  | 619  | 599  | 584  | 576  | 609  | 621  | 696  | 947  |
| Quellen: Cassini und INSEE |      |      |      |      |      |      |      |      |

## Sehenswürdigkeiten
- keltisches Oppidum von Grand Ranc
- Protestantische Kirche von 1894

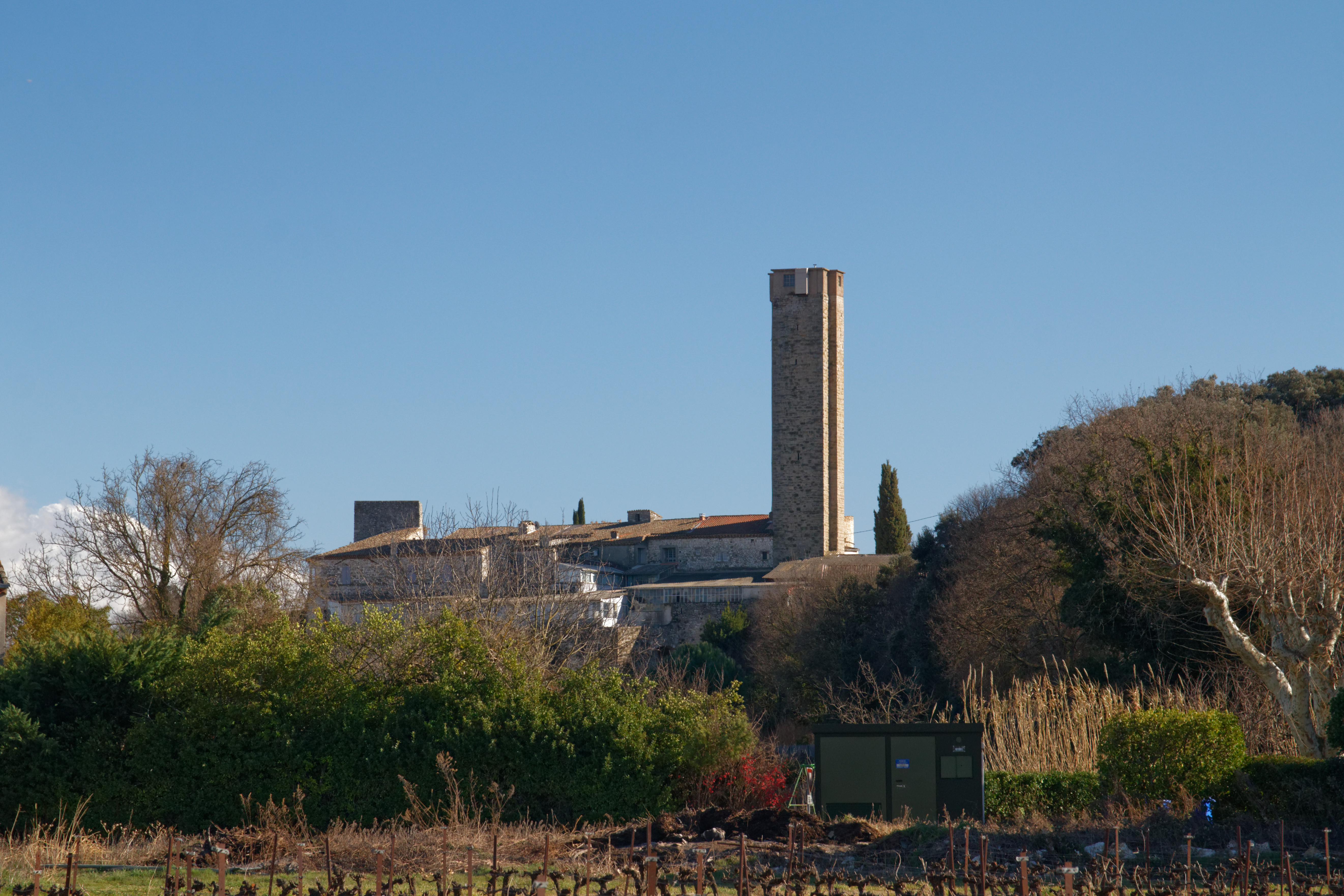
Burg Boucoiran

- Burg Boucoiran aus dem 13. Jahrhundert
- Ölmühle von 1775

## Verkehr
Die Gemeinde liegt mit dem Bahnhof Nozières-Brignon an der Cevennenbahn. Im Bahnhof ereignete sich am 7. September 1957 ein schwerer Eisenbahnunfall: Ein Schnellzug von Paris nach Nîmes entgleiste, beschädigte eine Brücke und mehrere Wagen schoben sich ineinander. 26 Menschen starben, 70 wurden darüber hinaus verletzt.

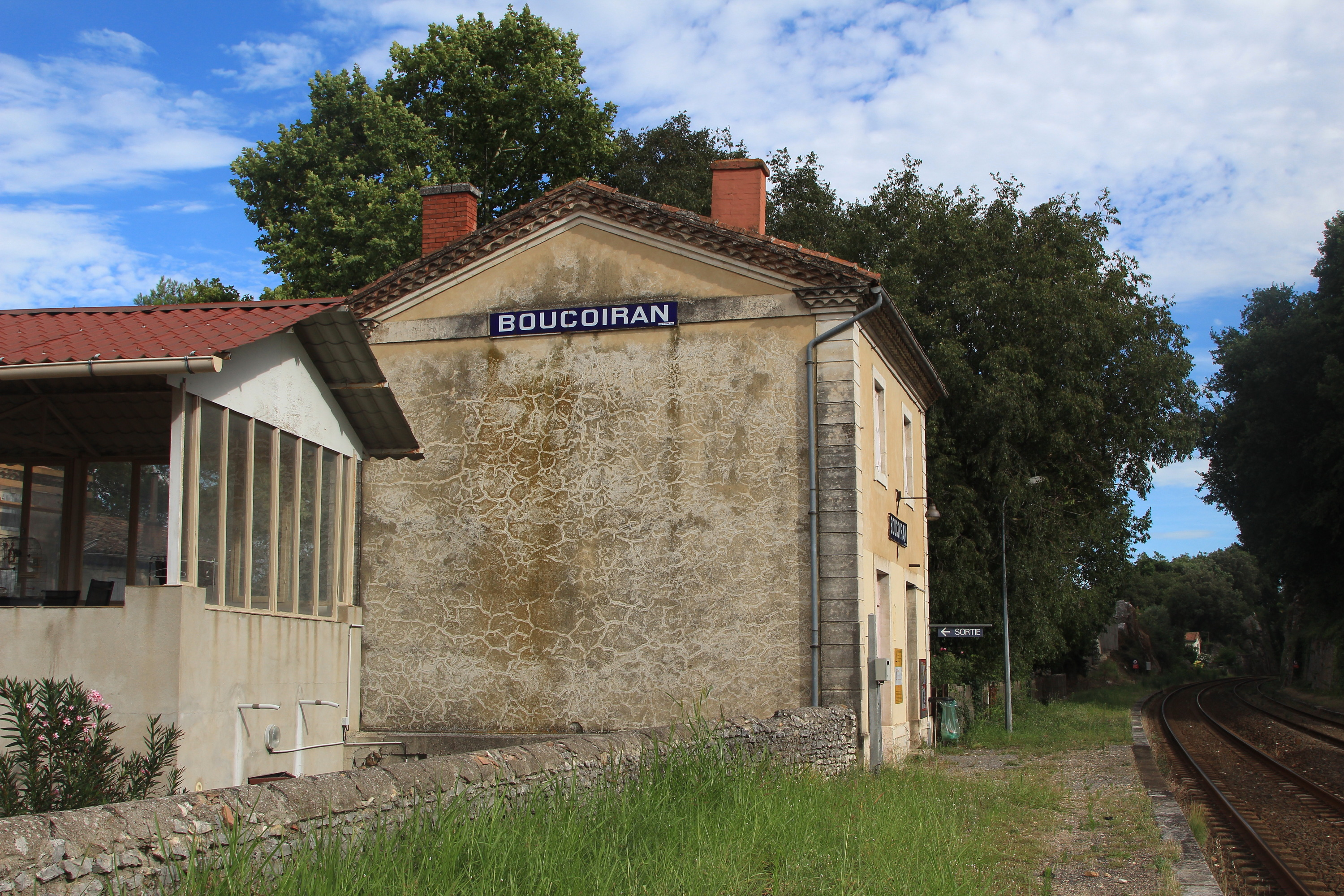
Bahnhof Boucoiran

Durch die Gemeinde führt die Route nationale 106.